# (You Drive Me) Crazy
(You Drive Me) Crazy è un singolo  della cantante statunitense Britney Spears, pubblicato il 24 agosto 1999 come terzo estratto dal primo album in studio ...Baby One More Time.
La canzone fu scritta e prodotta da Max Martin e Rami ed è inserita anche nel suo album dei maggiori successi Greatest Hits: My Prerogative (quest'ultimo risale al 2004). La versione della canzone "(You Drive Me) Crazy (The Stop Remix!)" fa parte della colonna sonora del film Drive Me Crazy che uscì il 13 settembre 1999.

## Video musicale

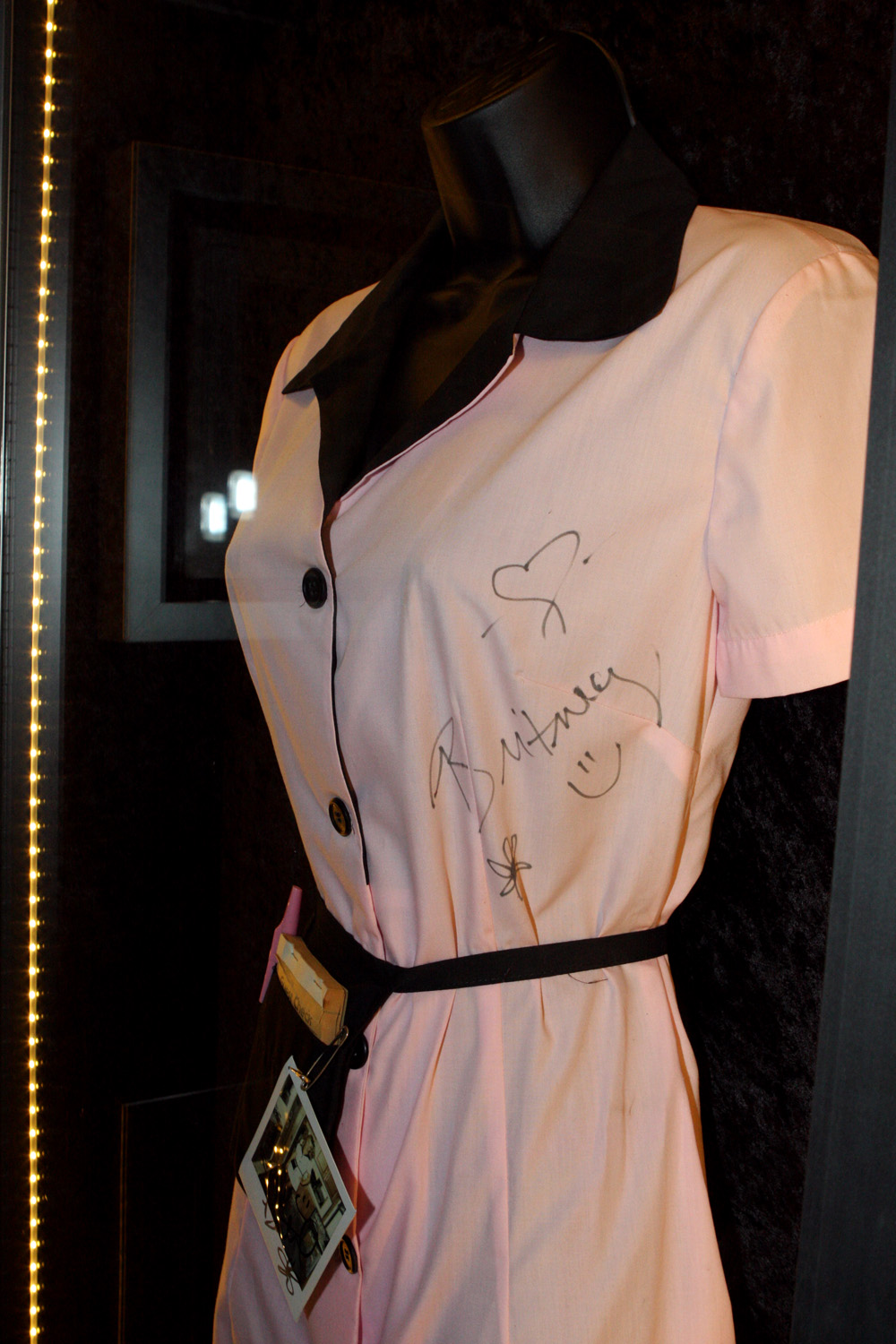
L'uniforme da cameriera che Britney Spears indossa nel videoclip.

Come per i primi due estratti dall'album ...Baby One More Time, il videoclip per (You Drive Me) Crazy fu diretto da Nigel Dick ed è rimasto nella top 10 di TRL USA su MTV per 65 giorni. Nel 2000 è stato candidato agli MTV Video Music Award nella categoria Best Dance Video.
Inizia con la ripresa nitida di un'insegna luminosa che riporta il titolo del singolo: "Crazy" e poi la telecamera s'abbassa lentamente, rivelando prima degli orologi ultramoderni e infine tre cameriere (una delle quali è Britney) con un vassoio per ciascuna. Dopo aver pronunziato il primo verso della canzone, la telecamera slitta ad inquadrare immediatamente la discoteca, e le tre cameriere iniziano a camminare, seguite subito da un'altra (che, in realtà, è l'attrice Melissa Joan Hart, interprete di Sabrina nel famoso telefilm Sabrina, vita da strega la quale aveva utilizzato "Crazy" come colonna sonora per un suo film), mentre intanto dietro vari ragazzi e ragazze seguono la cantante. Lei cammina e poi si ritrova in camerino davanti al proprio beauty-case, per truccarsi e agghindarsi davanti ad uno specchio; poi si pettina insieme alle colleghe e si scioglie i capelli annodati, rivelando i capelli liberi e ondulati.
A questo punto, prima cammina dall'estremità del corridoio centrale vestita con un top satinato di colore verde e pantaloni neri, seguita da un gruppo di ragazzi che si fanno strada. Dall'altra parte, l'adocchia un gruppo di ragazzi che si mettono quindi a percorrere lo stesso tragitto, mentre l'artista continua a cantare. I maschi e le femmine s'incontrano mischiandosi fra di loro, e un ragazzo cerca di ballare di Britney. Questa si scosta ed allora il ragazzo compie una capriola. Tutti i ragazzi si mettono a ballare, supportando la Spears che prima si dimena con le braccia, il busto e le gambe. Intanto, la vediamo cantare sul palco del locale molto forte ed il Dj della discoteca mixa i suoni e solleva/abbassa le braccia a ritmo. Poi la cantante si trova ancora a ballare, mentre una cameriera (sempre Britney) cerca di scrivere le ordinazioni dei clienti, che guardano ammaliati la ragazza che sta ballando.
Mentre il Dj mixa e fende l'aria con le braccia, Britney è supportata dai ragazzi, si mette al centro e muove molto i fianchi e il busto, aiutandosi con le mani. Poi, tutti s'avvicinano a delle sedie messe poco prima, si siedono e Britney, seguita dal gruppo, s'abbassa fino alle gambe guardando la camera, e fendendo l'aria con il capo. In questa parte lenta, si vede l'artista al microfono alzare le braccia gridando: "Stop!" in un bianco di luce. Il Dj si blocca, la ragazza lo guarda con risolutezza e in un altro lampo di luce, accanto ai presenti, Britney ricomincia a ballare con i suoi ragazzi, con movimenti più a scatti e repentini. L'ultimo stacchetto è eseguito con i ragazzi del locale, che s'uniscono all'euforia e Britney alza le braccia mentre la camera s'illumina rivelando la cantante al microfono.
Il video musicale è tutto incentrato su riprese dirette e nettamente decise, che hanno fatto del singolo uno tra quelli più ricercati per lo stile pop della cantante e il suo ballo cadenzato e a scatti, oppure lento ma deciso.

## Tracce

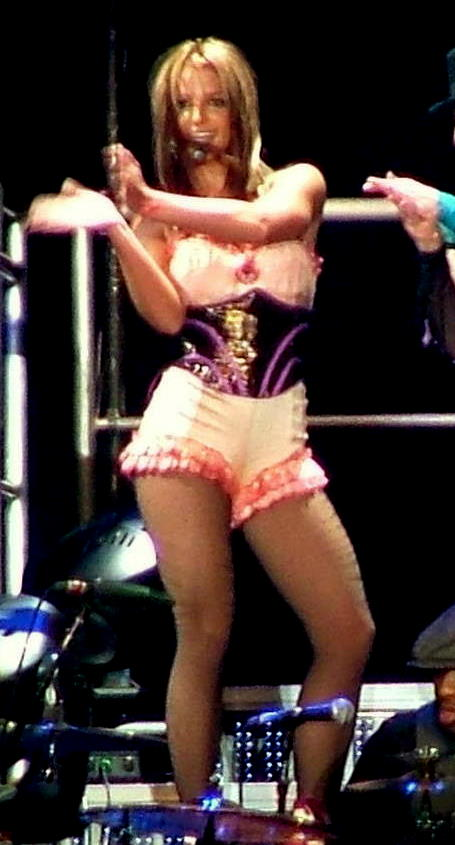
Britney Spears canta (You Drive Me) Crazy durante lOnyx Hotel Tour del 2004

CD promozionale (Stati Uniti); CD singolo (Europa) – parte 1
1. (You Drive Me) Crazy (The Stop Remix!) – 3:16
2. (You Drive Me) Crazy (The Stop Remix! Instrumental) – 3:16

CD singolo (Europa) – parte 2
1. (You Drive Me) Crazy (The Stop Remix!) – 3:16
2. (You Drive Me) Crazy (Spacedust Dark Dub) – 9:15
3. (You Drive Me) Crazy (Spacedust Club Mix) – 7:20

Musicassetta (Regno Unito)
1. (You Drive Me) Crazy (The Stop Remix!) – 3:16
2. I'll Never Stop Loving You – 3:41

CD singolo (Australia); CD maxi-singolo (Europa)
1. (You Drive Me) Crazy (The Stop Remix!) – 3:16
2. (You Drive Me) Crazy (The Stop Remix! Instrumental) – 3:16
3. I'll Never Stop Loving You – 3:41

CD singolo (Giappone)
1. (You Drive Me) Crazy (The Stop Remix!) – 3:16
2. I'll Never Stop Loving You – 3:41
3. ...Baby One More Time (Davidson Ospina Chronicles Dub) – 6:30
4. Sometimes (Soul Solution Drum Dub) – 4:56
5. (You Drive Me) Crazy (The Stop Remix! Instrumental) – 3:16
6. Sometimes (Thunderpuss 2000 Club Mix) – 8:02

33 giri (Stati Uniti)
- Lato A

1. (You Drive Me) Crazy (The Stop Remix!) – 3:16
2. (You Drive Me) Crazy (Jazzy Jim's Hip-Hop Mix) – 3:40
3. (You Drive Me) Crazy (LP Version) – 3:17

- Lato B

1. (You Drive Me) Crazy (Pimp Juice's Souled Out 4 Tha Suits Vocal Mix) – 6:30
2. (You Drive Me) Crazy (Mike Ski Dub) – 6:31

## Successo commerciale

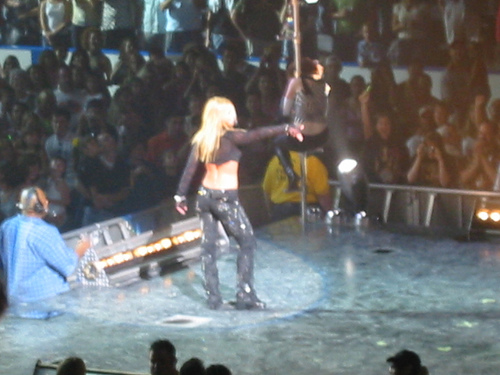
Britney Spears impegnata nel suo Dream Within a Dream Tour mentre canta (You Drive Me) Crazy.

(You Drive Me) Crazy è divenuto il secondo singolo di Spears ad entrare nella Top 10 della Billboard Hot 100, stazionando alla decima posizione per una settimana. Il singolo ha inoltre raggiunto la sesta posizione della Hot 100 Airplay, il più alto risultato tra tutti i singoli della cantante. Ciò nonostante, il singolo ha riscontrato un discreto successo commerciale, probabilmente dovuto al fatto che esso venne commercializzato nel territorio statunitense solamente in vinile.
Come anche i due singoli precedenti, (You Drive Me) Crazy ha ottenuto un grande successo anche nella Top 40 radio, entrando nella Top 10 di tutte e tre le classifiche: Top 40 Tracks, Pop Songs e Rhythmic Songs. Il singolo ha dimostrato di essere anche un successo internazionale, raggiungendo la Top 5 in numerose nazioni europee e vendendo oltre 5 milioni di copie.

## Classifiche

### Classifiche settimanali
| Classifica (1999) | Posizione massima |
| ----------------- | ----------------- |
| Australia         | 12                |
| Austria           | 10                |
| Belgio (Fiandre)  | 3                 |
| Belgio (Vallonia) | 1                 |
| Danimarca         | 9                 |
| Finlandia         | 3                 |
| Francia           | 2                 |
| Germania          | 4                 |
| Irlanda           | 3                 |
| Italia            | 8                 |
| Norvegia          | 2                 |
| Nuova Zelanda     | 5                 |
| Paesi Bassi       | 2                 |
| Regno Unito       | 5                 |
| Spagna            | 14                |
| Stati Uniti       | 10                |
| Svezia            | 2                 |
| Svizzera          | 4                 |

### Classifiche di fine anno
| Classifica (1999) | Posizione |
| ----------------- | --------- |
| Australia         | 41        |
| Belgio (Fiandre)  | 27        |
| Belgio (Vallonia) | 17        |
| Francia           | 46        |
| Germania          | 43        |
| Nuova Zelanda     | 21        |
| Paesi Bassi       | 38        |
| Svezia            | 20        |
| Svizzera          | 36        |
| Classifica (2000) | Posizione |
| Francia           | 63        |